# Pierre Deligne
Pierre Deligne (Pierre René, Vicomte Deligne), född 3 oktober 1944 i Bryssel, är en belgisk matematiker. Han är känd för sitt arbete rörande Weilförmodandena, som ledde till ett fullständigt bevis 1973. 

## Biografi
Deligne föddes i Etterbeek, gick i skola i Athénée Adolphe Max och studerade vid Université Libre de Bruxelles (ULB). Efter att ha doktorerat under Alexander Grothendieck arbetade han med honom vid Institut des hautes études scientifiques (IHÉS) nära Paris, inledningsvis med att generalisera Zariskis huvudsats till schemateori. 1968 arbetade han även med Jean-Pierre Serre; deras arbete ledde till viktiga resultat om l-adiska representationer associerade till modulära former, och de förmodade funktionalekvationerna av vissa L-funktioner. 
Deligne har även arbetat med Hodgeteori. Han introducerade vikter och testade dem på objekt i komplex geometri. Han samarbetade med David Mumford om en ny beskrivning av modulrum för kurvor. Deras arbete kom att ses som en introduktion till en form av teorin för algebraiska stackar, och har använts i frågor som uppstår i strängteori.
Delignes mest berömda forskningsinsats är troligtvis hans bevis av den tredje och sista av Weilförmodandena. Detta fullbordade programmet inlett av och i stort sett utvecklat av Alexander Grothendieck. Som ett korollarium bevisade han Ramanujan–Peterssons förmodan för modulära former av vikt större än ett; fallet med vikt ett hade bevisats i hans arbete med Serre. 
1984 flyttade Deligne till Institute for Advanced Study vid Princeton University. 
1978 tilldelades Deligne Fieldsmedaljen, 1988 Crafoordpriset, 2004 Balzanpriset, 2008 Wolfpriset och 2013 Abelpriset.
År 2006 adlades han av belgiska kungen och blev vicomte.
Deligne invaldes 2009 som utländsk ledamot av Kungliga Vetenskapsakademien.